# Кошелевская, Мария Николаевна
Мария Николаевна Кошелевская (1815—1889) — русская журналистка.
Её отец — архитектор и инженер Н. С. Кошелевский.
Издавала в Москве журналы: «Вестник Парижских Мод» (1837—1850) и «Магазин Мод и Рукоделий» (1851—1856), в которых поместила множество статей и рисунков.